# Raul Dobre
Raul Constantin Dobre (n. 8 aprilie 1996, Petroșani, Hunedoara, România) este un bober român.

## Carieră
S-a apucat mai întâi de atletism la CSS Hunedoara. După absolvirea liceului a trecut la bob. Prima sa participare la o competiție pe plan internațional a fost în anul 2014 la Cupa Europei de la Innsbruck. Fiind împingător a câștigat medalia de aur la Campionatul European de Tineret (sub 23) din 2019 în proba de bob de 4 persoane cu pilotul Mihai Tentea. În același an a câștigat medalia de argint la Campionatul Mondial de Tineret.
A participat la două Campionate Europene, începând cu 2021. Cel mai bun rezultat a fost locul 11 la Campionatul European din 2021 de la Winterberg. În plus el a participat la două Campionate Mondiale, din 2019 până în 2021. Cel mai bun rezultat a fost locul 17 la Campionatul Mondial din 2020 de la Altenberg. La Jocurile Olimpice din 2022 de la Beijing a obținut locul 13.
Este antrenat de Iulian Păcioianu, fost bober și de trei ori participant la Jocurile Olimpice.

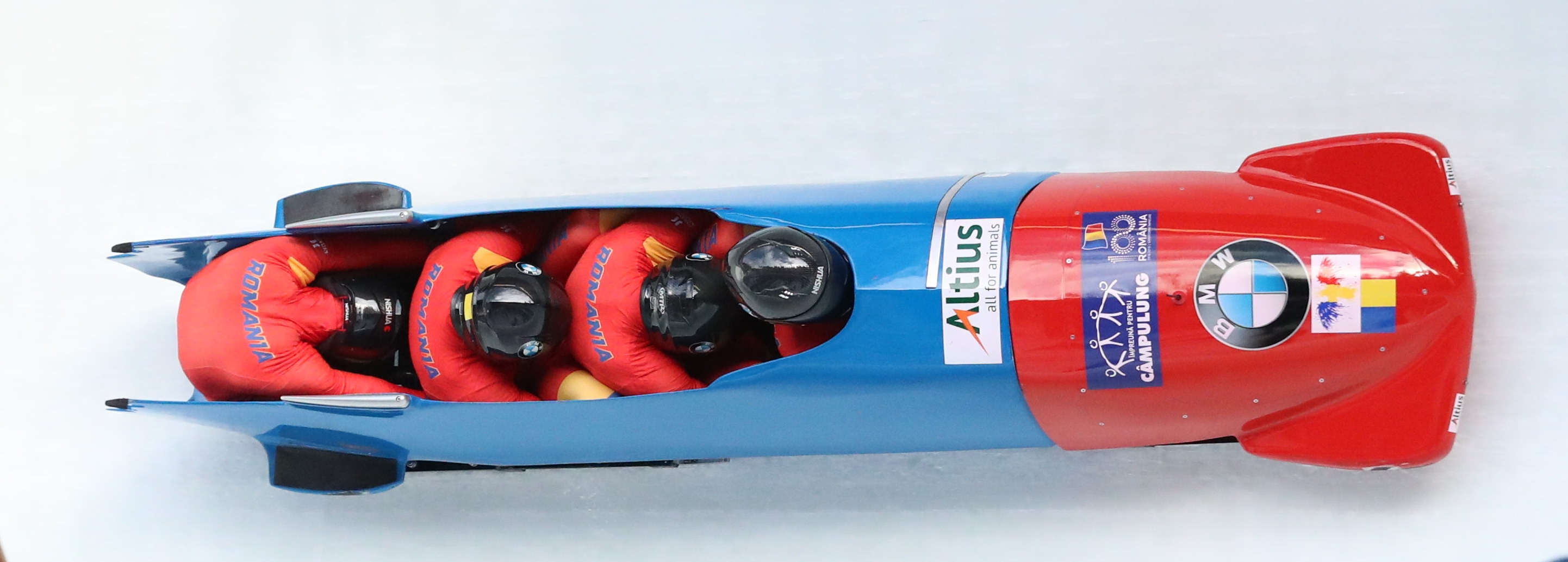
La Campionatul Mondial din 2020
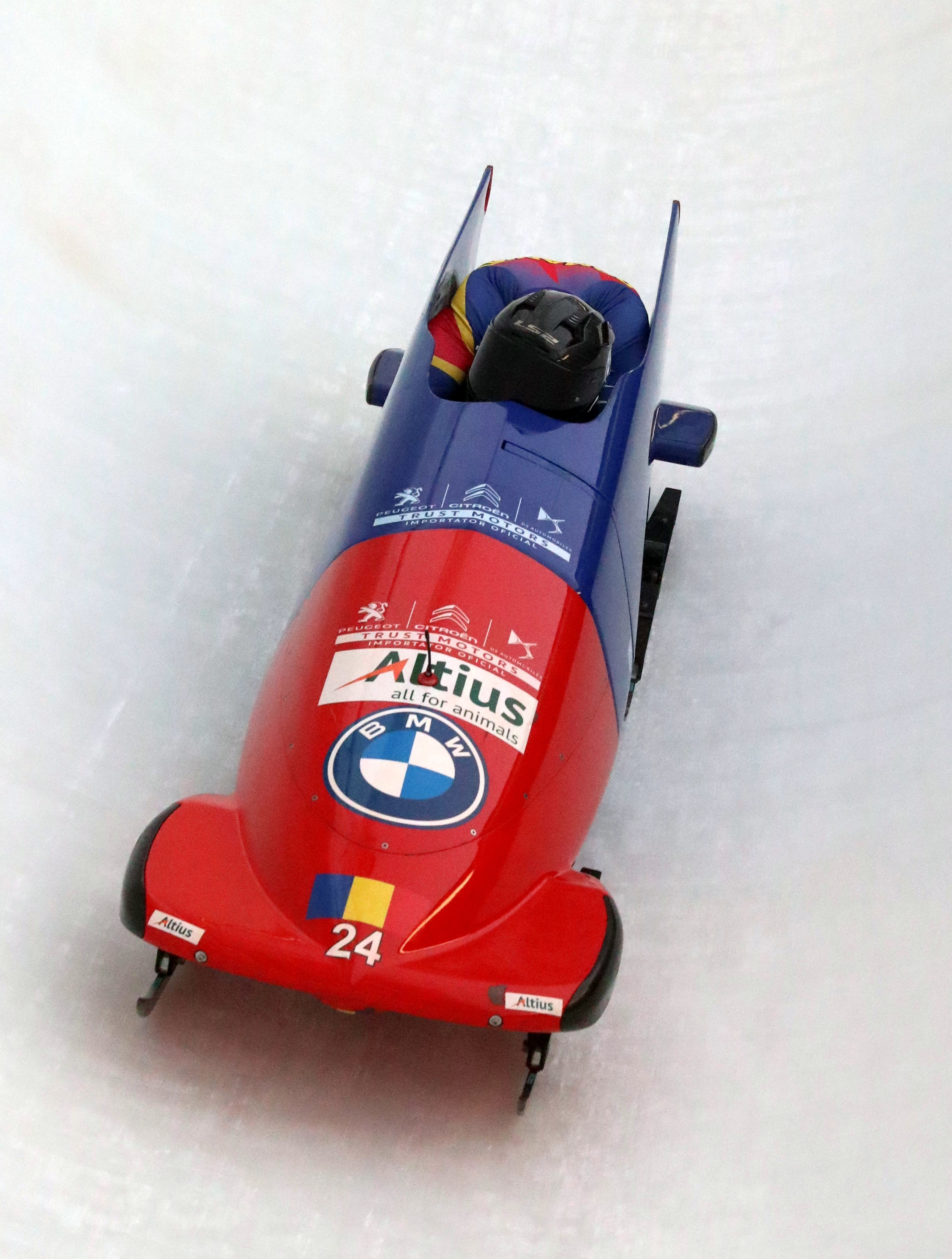
La Campionatul Mondial din 2021
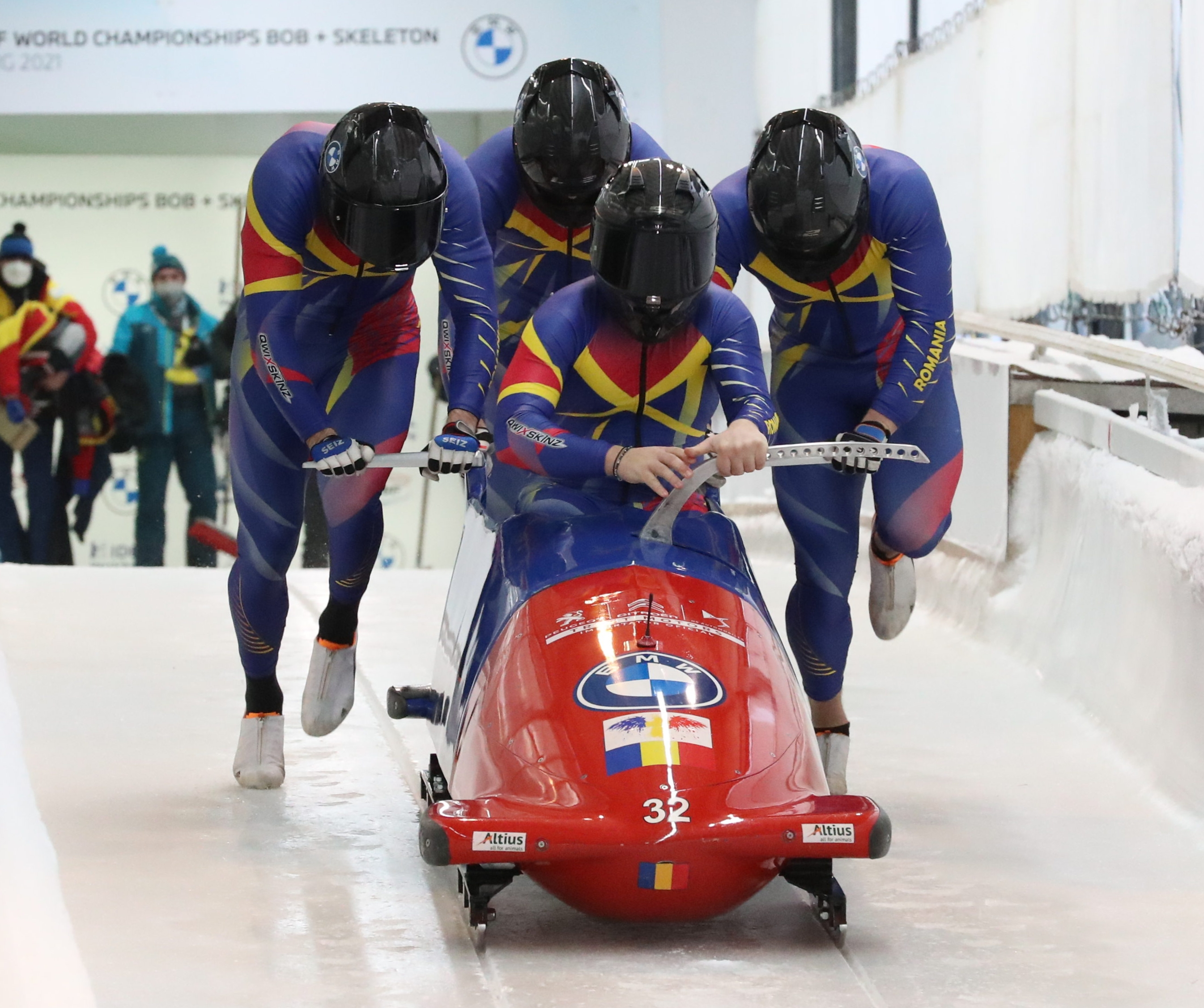
La Campionatul Mondial din 2021

## Realizări
| An   | Competiție                      | Locație              | Loc | Note  |
| ---- | ------------------------------- | -------------------- | --- | ----- |
| 2017 | Campionatul Mondial de Tineret  | Winterberg, Germania | 7   | bob-2 |
| 2017 | Campionatul Mondial de Tineret  | Winterberg, Germania | 3   | bob-4 |
| 2018 | Campionatul Mondial de Tineret  | St. Moritz, Elveția  | 5   | bob-4 |
| 2019 | Campionatul European de Tineret | Innsbruck, Austria   | 1   | bob-4 |
| 2019 | Campionatul Mondial de Tineret  | Königssee, Germania  | 2   | bob-4 |
| 2020 | Campionatul Mondial             | Altenberg, Germania  | 19  | bob-4 |
| 2021 | Campionatul European            | Winterberg, Germania | 11  | bob-4 |
| 2021 | Campionatul Mondial             | Altenberg, Germania  | 17  | bob-2 |
| 2022 | Campionatul European            | St. Moritz, Elveția  | 15  | bob-4 |
| 2022 | Jocurile Olimpice               | Beijing, China       | 13  | bob-4 |